# German Masters (golf)
De German Masters was een golftoernooi van de Europese PGA Tour en heette de laatste drie jaren het Mercedes-Benz Kampioenschap.
In Duitsland zijn verschillende toernooien die bij de Tour horen. Het oudste toernooi is het Duits Open, dat sinds 1911 bestaat. Daarnaast kwam in 1982 het TPC of Europe, dat onder verschillende namen heeft bestaan, en dat in 2007 gestopt is. Van 1987-2009 bestond de German Masters en nu is alleen het BMW International Open nog over.
Bernhard Langer heeft de German Masters vier keer gewonnen.
| Jaar                       | Baan                       | Winnaar               |                |
| German Masters             | German Masters             | German Masters        | German Masters |
| -------------------------- | -------------------------- | --------------------- | -------------- |
| 1987                       | Stuttgarter GC, Stuttgart  | Sandy Lyle            |                |
| 1988                       | Stuttgarter GC, Stuttgart  | José María Olazabal   |                |
| 1989                       | Stuttgarter GC, Stuttgart  | Bernhard Langer       |                |
| Mercedes German Masters    |                            |                       |                |
| 1990                       | Stuttgarter GC, Stuttgart  | Sam Torrance          |                |
| 1991                       | Stuttgarter GC, Stuttgart  | Bernhard Langer       |                |
| 1992                       | Stuttgarter GC, Stuttgart  | Barry Lane            |                |
| 1993                       | Stuttgarter GC, Stuttgart  | Steven Richardson     |                |
| 1994                       | Motzener See G&CC          | Severiano Ballesteros |                |
| 1995                       | Motzener See G&CC          | Anders Forsbrand      |                |
| Linde German Masters       |                            |                       |                |
| 1996                       | Motzener See G&CC, Berlijn | Darren Clarke         |                |
| 1997                       | Motzener See G&CC, Berlijn | Bernhard Langer       |                |
| 1998                       | Golf Club Gut Lärchenhof   | Colin Montgomerie     |                |
| 1999                       | Golf Club Gut Lärchenhof   | Sergio García         |                |
| 2000                       | Golf Club Gut Lärchenhof   | Michael Campbell      |                |
| 2001                       | Golf Club Gut Lärchenhof   | Bernhard Langer       |                |
| 2002                       | Keulen                     | Stephen Leaney        |                |
| 2003                       | Golf Club Gut Lärchenhof   | K J Choi              |                |
| 2004                       | Golf Club Gut Lärchenhof   | Pádraig Harrington    |                |
| 2005                       | Golf Club Gut Lärchenhof   | Retief Goosen         |                |
| 2006                       | Geen toernooi              | Geen toernooi         | Geen toernooi  |
| Mercedes-Benz Championship |                            |                       |                |
| 2007                       | Golf Club Gut Lärchenhof   | Søren Hansen          |                |
| 2008                       | Golf Club Gut Lärchenhof   | Robert Karlsson       |                |
| 2009                       | Golf Club Gut Lärchenhof   | James Kingston        |                |

Abama Open de Canarias ·
AGF Open ·
Allianz Open de Lyon ·
Andalucia Masters ·
ANZ Kampioenschap ·
Argentijns Open ·
Atlantic Open ·
Australian Masters ·
Ballantine's Kampioenschap ·
Barcelona Open ·
Belgisch Open ·
Benson & Hedges International Open ·
BMW Asian Open ·
Brazil Rio de Janeiro 500 Years Open ·
Brazil São Paulo 500 Years Open ·
British Masters ·
Callers of Newcastle ·
Cannes Open ·
Car Care Plan International ·
Castelló Masters ·
Celtic International ·
Dimension Data Pro-Am ·
Double Diamond International ·
Duits Open ·
El Bosque Open ·
El Paraiso Open ·
Engels Open ·
Epson Grand Prix of Europe ·
Estoril Open ·
Extremadura Open ·
German Masters ·
Girona Open ·
Glasgow Open ·
Great North Open ·
Greater Manchester Open ·
Greg Norman Holden International ·
GSI L'Equipe Open ·
Heineken Classic ·
Honda Open ·
Indian Masters ·
Indonesian Open ·
Iskandar Johor Open ·
Jersey Open ·
John Player Classic ·
John Player Trophy ·
Johnnie Walker Classic ·
Kerrygold International Classic ·
Kronenbourg Open ·
Lawrence Batley International ·
Madrid Masters ·
Madrid Open ·
Mallorca Open ·
Marokkaans Open ·
Martini International ·
Match Play Championship ·
Merseyside International Open ·
Monte Carlo Open ·
Murphy's Cup ·
Nelson Mandela Championship ·
New Zealand Open ·
Newcastle Brown "900" Open ·
NH Collection Open ·
Nordic Open ·
North West of Ireland Open ·
Oki Pro-Am ·
Open Catalonia ·
Open de Andalucía ·
Open de Baleares ·
Open de Sevilla ·
Open Mediterrania ·
Open Novotel Perrier ·
Penfold Tournament ·
Perth International Golf Championship ·
Piccadilly Medal ·
PLM Open ·
Portugees Open ·
Roma Masters ·
Saint-Omer Open ·
Sanyo Open ·
Sarazen World Open ·
Scandinavian Enterprise Open ·
Schots PGA Kampioenschap ·
Siciliaans Open ·
Singapore Masters ·
Skol Lager Individual ·
TCL Classic ·
Tenerife Open ·
The Championship at Laguna National ·
The Heritage ·
Timex Open ·
TPC of Europe ·
Trophée Lancôme ·
Tunesisch Open ·
Turespaña Masters ·
Uniroyal International Championship ·
Vodacom Players Championship ·
Volvo Golf Champions ·
Volvo Open ·
W.D. & H.O. Wills Tournament ·
Wang Four Stars ·
Welsh Golf Classic